# Bungaló

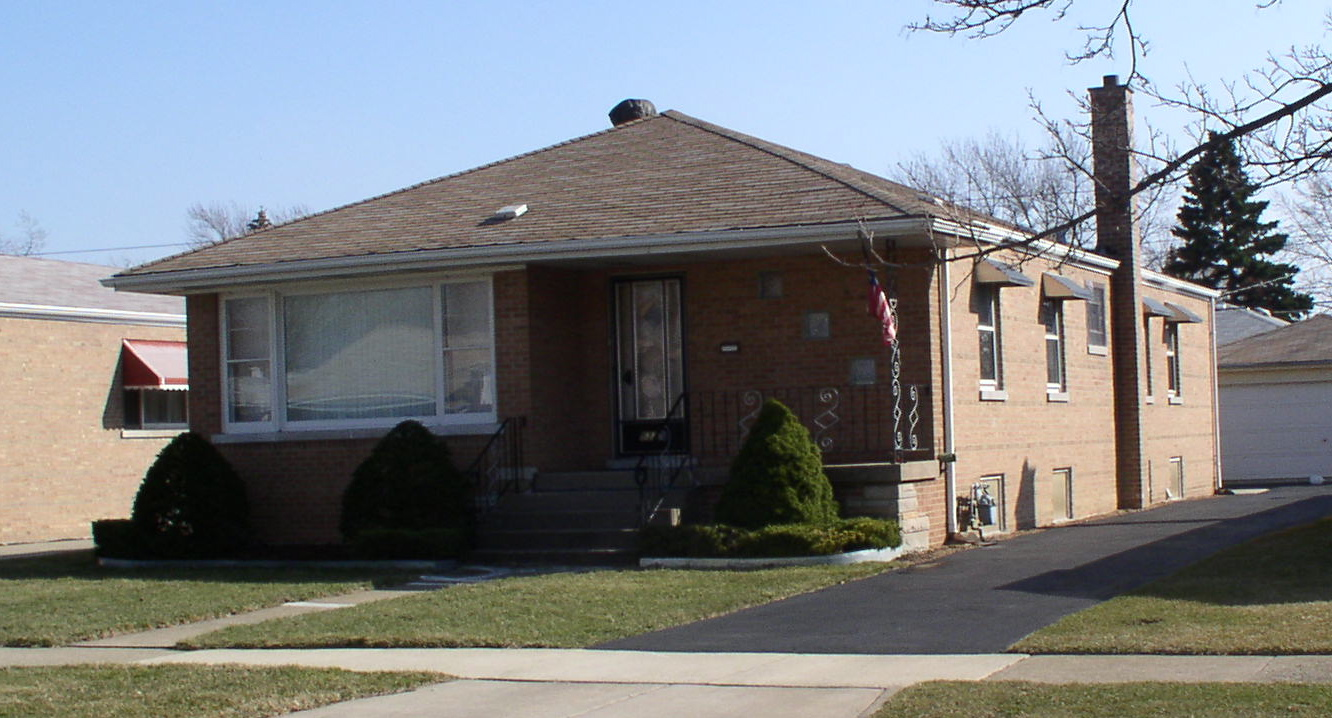
Bungaló

El bungaló, búngalo o bungalow es un estilo de casa, generalmente de un solo piso y con galería o porche en la parte frontal, aunque sus características pueden variar de unos países a otros. Es muy popular en las afueras de muchas ciudades de América del Norte y  América Central. La palabra proviene del término guyaratí bangalo, que significa 'en el estilo de Bengala'. Al principio, el término designaba una vivienda tradicional construida generalmente de madera. 
En Europa suele emplearse para referirse a pequeñas viviendas, de una sola planta, construidas en parajes destinados al descanso.
El bungaló moderno es un tipo de vivienda práctica para su propietario, en la medida en que todas las partes habitables de la residencia están situadas sobre el mismo piso; puede pues, ser convertido fácilmente para hacerlo accesible para las personas con discapacidad motora. Está habitualmente provisto de grandes ventanas y se construye en serie en desarrollos inmobiliarios situados cerca de ejes importantes de comunicación y de servicios de proximidad (escuelas, centros comerciales y parques).

## Historia

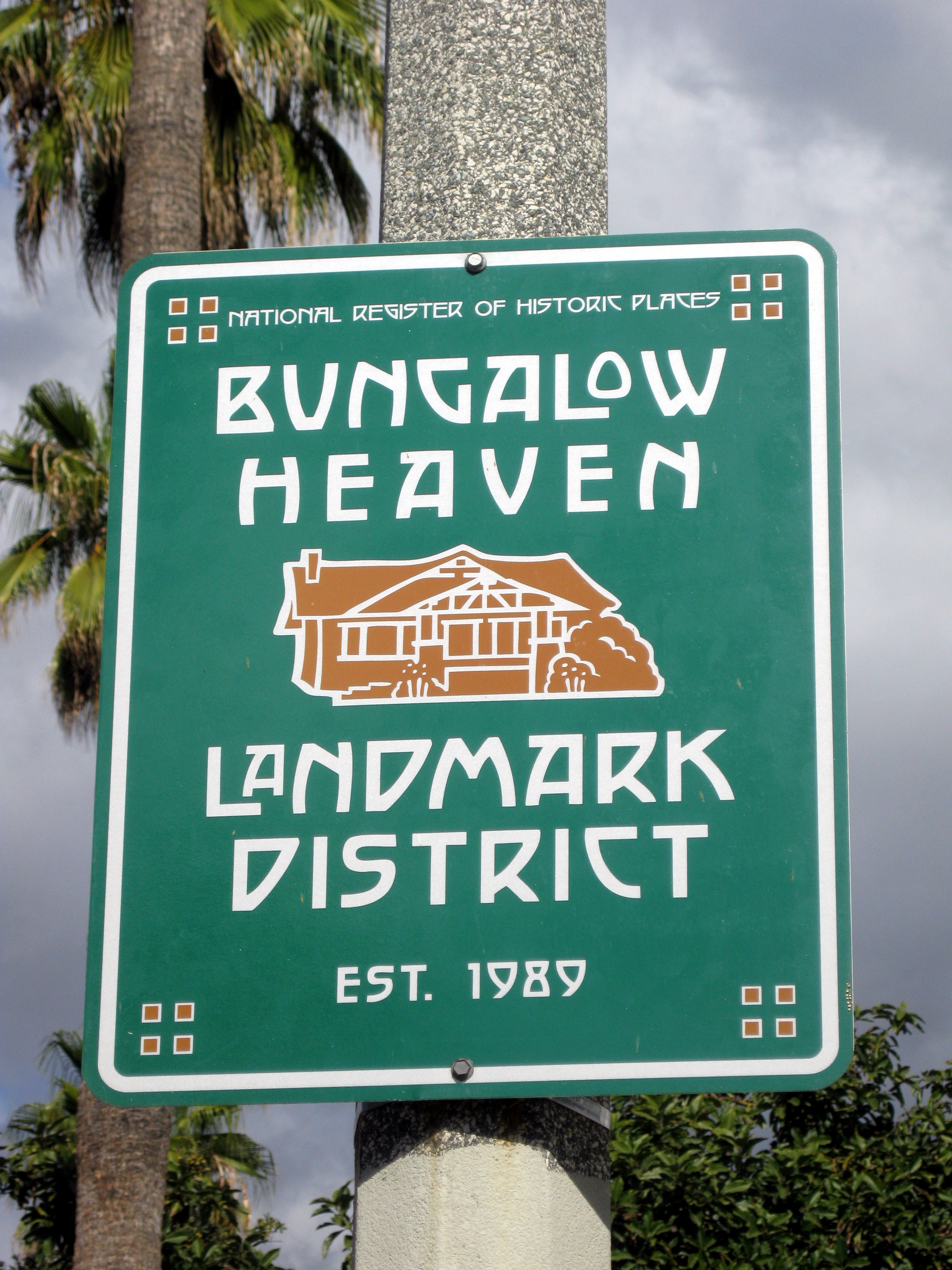
Barrio de 800 Bungalows ubicado en Pasadena (California)

Lo que conocemos como bungaló nace como inspiración de lo que se denomina "Bangolo" y significa casa de campo en el subcontinente indio, precisamente en Bengala. La tipología y término bungaló existe en todos los continentes, pero se entiende de manera diferente. 
En 1945, para el programa de Case Study Houses se construyen 36 casas como prototipo, patrocinadas por la revista "arts & architecture". 
En 1950, llegan a Europa registros de esta nueva forma de vivir que se estaba radicando en Norteamérica.
En 1960, se consolida como estilo, y comienza a ser utilizado y fomentado sobre todo por medios de comunicación convirtiéndose en un término de moda, en esa década cualquier casa trataba de ser un bungaló.
Bungalow Heaven ubicado en Pasadena (California) es un barrio de 800 Bungalows construidos a principios del siglo XX. Tras el boom de esta tipología y nueva forma de vivir, muchas familias se mudaban del Medio Oeste a la costa para vivir la experiencia. Se los elogiaba por estar construidos en madera y tener aire, jardín y una buena relación entre interior y exterior con la galería al frente. Ahí nace para los Americanos esta costumbre de estar sentados en el porche.
El "Bangolo" también impresionó a los Británicos, que gobernaron Bengala hasta el siglo XX. Lo adoptaron para su arquitectura colonial y gracias a la revolución industrial comienzan a comercializarlo como viviendas prefabricadas.